# Bromölla köping
Denna artikel handlar om den tidigare kommunen Bromölla köping. För orten se Bromölla, för dagens kommun, se Bromölla kommun.
Bromölla köping var en tidigare kommun i Kristianstads län. 

## Administrativ historik
Bromölla köping bildades 1942 genom en utbrytning ur Ivetofta landskommun. En utökad Ivetofta landskommun inkorporerades i köpingen  1967. Köpingen ombildades 1971 till Bromölla kommun.
Köpingen hörde till Ivetofta församling.

## Köpingsvapnet
Blasonering: I blått fält en genomgåemnde bro i ett spann över ett kvarnhjul, båda i guld.
Vapnet fastställdes för köpingen 1951 och är talande (brospannet = bro och kvarnhjulet = mölla). Det registrerades i PRV för kommunen 1974.

## Geografi
Bromölla köping omfattade den 1 januari 1952 en areal av 10,90 km², varav 9,70 km² land.

### Tätorter i köpingen 1960
I Bromölla köping fanns tätorten Bromölla, som hade 4 396 invånare den 1 november 1960. Tätortsgraden i köpingen var då 97,2 procent.

## Politik

### Mandatfördelning i valen 1942-1966
| 4 | 14 | 7 |

| 23 |

| 6 | 10 | 9 |

| 25 |

| 3 | 15 | 7 |

| 23 |

| 3 | 15 |  | 4 | 2 |

| 23 |

| 2 | 17 | 3 | 3 |

| 22 |

| 2 | 18 | 3 | 2 |

| 22 |

| 4 | 25 | 3 | 5 | 3 |

| 37 |